# Pius Wittmann
Pius Wittmann, född 23 juni 1849 i Augsburg, död 1927,  var en tysk arkivarie och historiker.
Wittmann inträdde 1874 i bayersk arkivtjänst och avancerade där till arkivråd och chef för arkivet i Büdingen (Hessen). Bland hans historiska skrifter märks Würzburger Bücher in der königlich schwedischen Universitätsbibliothek zu Upsala (1891), Kurzer Abriß der schwedischen Geschichte (1896) och Zur Geschichte des Münchener Urkundenbuchs (1898). 
Wittmann utgav flera turisthandböcker om Sverige (Führer durch Stockholm, 1892, Führer durch Schweden, 1893, och Das südwestliche Skåne, 1908), översatte till tyska Thore Blanches "Stockholm, Sveriges hufvudstad". Han var under 30 år Svenska Turistföreningens ombud i Bayern och verkade där genom föredrag för kännedomen om svensk natur och konst.